# Never Be the Same Again
Never Be the Same Again (englisch etwa für „Niemals wieder dasselbe sein“) ist ein Lied der britischen Sängerin Melanie C, in Zusammenarbeit mit der US-amerikanischen Rapperin und Sängerin Lisa Lopes, aus dem Jahr 1999.

## Entstehung und Veröffentlichung
Never Be the Same Again wurde von den beiden Interpretinnen selbst, gemeinsam mit den Koautoren Paul Cruz, Rhett Lawrence und Lorenzo Martin, geschrieben und komponiert. Für die Produktion zeichnete Rhett Lawrence verantwortlich.
Das Lied erschien erstmals am 18. Oktober 1999 als Teil von Melanis Cs Debütalbum Northern Star. Am 20. März 2000 erschien es als dritte Singleauskopplung des Albums.

## Musikvideo
Das dazugehörige Musikvideo erschien ebenfalls im Jahr 2000 und entstand unter der Regie von Francis Lawrence. Bis Mai 2023 zählte es über 25 Millionen Aufrufe bei YouTube.

## Kommerzieller Erfolg

### Chartplatzierungen
| ChartsChartplatzierungen     | Höchstplatzierung | Wochen |
| ---------------------------- | ----------------- | ------ |
| Deutschland (GfK)            | 5 (20 Wo.)        | 20     |
| Österreich (Ö3)              | 3 (16 Wo.)        | 16     |
| Schweiz (IFPI)               | 3 (29 Wo.)        | 29     |
| Vereinigtes Königreich (OCC) | 1 (16 Wo.)        | 16     |

| ChartsJahrescharts (2000)    | Platzierung |
| ---------------------------- | ----------- |
| Deutschland (GfK)            | 24          |
| Österreich (Ö3)              | 22          |
| Schweiz (IFPI)               | 8           |
| Vereinigtes Königreich (OCC) | 18          |

### Auszeichnungen für Musikverkäufe
Das Lied bekam für über 320.000 verkaufte Einheiten je eine Goldene und Platin-Schallplatte im deutschsprachigen Raum verliehen. Quellen zufolge soll es sich über 420.000 Mal verkauft haben.
| Land/Region                  | Auszeichnungen für Musikverkäufe (Land/Region, Auszeichnung, Verkäufe) | Verkäufe  |
| ---------------------------- | ---------------------------------------------------------------------- | --------- |
| Australien (ARIA)            | Platin                                                                 | 70.000    |
| Belgien (BRMA)               | Gold                                                                   | 25.000    |
| Deutschland (BVMI)           | Gold                                                                   | 250.000   |
| Frankreich (SNEP)            | Silber                                                                 | 125.000   |
| Neuseeland (RMNZ)            | Platin                                                                 | 10.000    |
| Niederlande (NVPI)           | Gold                                                                   | 40.000    |
| Österreich (IFPI)            | Gold                                                                   | 25.000    |
| Schweden (IFPI)              | Platin                                                                 | 30.000    |
| Schweiz (IFPI)               | Gold                                                                   | 25.000    |
| Vereinigtes Königreich (BPI) | Gold                                                                   | 400.000   |
| Insgesamt                    | 1× Silber · 6× Gold · 3× Platin ·                                      | 1.000.000 |